# Catherine Fuchs
Catherine Fuchs est une linguiste française,, née le 13 juillet 1946 à Paris.

## Biographie
Catherine Fuchs est une élève du linguiste Antoine Culioli.
Elle est docteur en linguistique de la Sorbonne (1971) et docteur ès lettres de l'Université Paris-Diderot (1980).
Elle est directrice de recherche émérite au CNRS et a reçu la médaille d'argent du CNRS.
Elle a dirigé le laboratoire de linguistique LATTICE et a participé à la rédaction de l'Encyclopædia Universalis.

## Recherche
- Linguistique: syntaxe, sémantique, lexicologie, ambiguïté, homonymie, polysémie, synonymie, paraphrase, reformulation, cognition, traitement automatique des langues.
- Histoire des théories linguistiques.

## Distinctions
- Médaille d'argent du CNRS
- Officier de la Légion d'honneur
- Officier de l'Ordre national du Mérite

## Publications
- Lexique raisonné du français académique, avec Sylvie Garnier, volume 1, Paris, Ophrys, L’Essentiel Français, 313 pages, 2020.
- La comparaison et son expression en français, Paris, Ophrys, 208 pages, 2014.
- Dictionnaire des verbes du français actuel : constructions, emplois, synonymes, avec Ligia-Stela Florea et Frédérique Mélanie-Becquet, Paris, Ophrys, 269 pages, 2010.
- La polysémie : construction dynamique du sens, avec Bernard Victorri, Paris, Hermès, 220 pages, 1996.
- Les ambiguïtés du français, Paris, Ophrys, 184 pages, 1996.
- Paraphrase et énonciation, Paris, Ophrys, 185 pages, 1994.
- Linguistique et traitements automatiques des langues, avec Anne Lacheret-Dujour et Bernard Victorri, Paris, Hachette, 304 pages, 1993.
- Les linguistiques contemporaines : repères théoriques, avec Pierre Le Goffic, Paris, Hachette, 158 pages, 1992.
- La Paraphrase, Paris, Presses Universitaires de France, 184 pages, 1982.
- A propos des relatives : étude empirique des faits français, anglais et allemands, et tentative d’interprétation, avec Jean-Claude Milner et Pierre Le Goffic, Paris, SELAF, 150 pages, 1979.
- Vers une théorie des aspects : les systèmes du français et de l’anglais, avec Anne-Marie Léonard, Paris, Mouton-EHESS, 400 pages, 1979.
- Initiation aux problèmes des linguistiques contemporaines, avec Pierre Le Goffic, Paris, Hachette, 127 pages, 1975.
- Ordinateurs, programmation et langues naturelles, avec Jacques André, Paris, Mame, 187 pages, 1973.
- Considérations théoriques à propos du traitement formel du langage, avec Antoine Culioli et Michel Pêcheux, Documents de linguistique quantitative, Paris, Dunod, 49 pages, 1970.